# Super Bowl XXXVII
Super Bowl XXXVII – trzydziestym siódmy finał mistrzostw ligi NFL w zawodowym futbolu amerykańskim, rozegrany 26 stycznia 2003 roku na stadionie Qualcomm Stadium w San Diego w Kalifornii.
Drużyna Tampa Bay Buccaneers, mistrz konferencji NFC, pokonała mistrza konferencji AFC, drużynę Oakland Raiders wynikiem 48–21.
Amerykański hymn państwowy przed meczem zaśpiewała grupa muzyczna Dixie Chicks, zaś w przerwie meczu na stadionie miał miejsce minikoncert, w którym wystąpili Shania Twain, No Doubt i Sting.

## Sebastian Janikowski
Sebastian Janikowski (Oakland) został pierwszym Polakiem, który wystąpił w Super Bowl. Zdobył 3 punkty trafiając field goala z 40 jardów w 5. minucie meczu (Raiders objęli prowadzenie 3-0). Wykonał także 5 kickoffów ze średnią 67 jardów (1 touchback).